# Serguéi Mélikov
Serguéi Alimovich Mélikov (en ruso: Сергей Алимович Меликов, en lezgiano: Меликов Сергей Алим хва; nacido el 12 de septiembre de 1965) es un líder político y militar ruso, que se ha desempeñado como quinto jefe de la República de Daguestán desde el 14 de octubre de 2021.

### Carrera política
Mélikov fue senador por el Krai de Stávropol de 2019 a 2020, en representación del poder ejecutivo en ejercicio. Fue Primer Subdirector del Servicio Federal de la Guardia Nacional de Rusia y fue el Comandante en jefe de las tropas de la Guardia Nacional Rusa de 2016 a 2019. Melikov también fue el Enviado Plenipotenciario del Distrito Federal del Cáucaso Norte de 2014 a 2016. Melikov tiene el rango militar de Coronel General y el rango de servicio civil estatal federal de Consejero de Estado Activo de primera clase de la Federación Rusa.

## Biografía

### Primeros años de vida
Sergey Melikov nació el 12 de septiembre de 1965 en la ciudad de Orekhovo-Zuyevo, cerca de Moscú, en una familia de militares. Su madre era rusa y su padre lezgino.

### Carrera militar
En 1986, Melikov se graduó en la Escuela de Tropas Internas Bandera Roja del Mando Militar Superior de Sarátov, que lleva el nombre de Félix Dzerzhinsky, con un título en inteligencia militar. Después de graduarse, fue asignado como oficial para el servicio militar en una brigada separada de la Dirección de Tropas Internas del Ministerio del Interior de la URSS en la RSS de Ucrania y la RSS de Moldavia, y sirvió en Leópolis y en Odesa. Melikov era un miembro del PCUS. En 1994 se graduó en la Facultad de Tropas Internas y Fronterizas de la Academia Militar Frunze. Entre 1994 y 1996, Melikov sirvió en las Fuerzas Armadas de la Federación Rusa en la Primera Guerra Chechena.